# Coelopisthia areolata
Coelopisthia areolata är en stekelart som beskrevs av Askew 1980. Coelopisthia areolata ingår i släktet Coelopisthia och familjen puppglanssteklar. Arten är reproducerande i Sverige. Inga underarter finns listade i Catalogue of Life.